# Alejandra Maglietti
Alejandra Maglietti (nacida Ayelén Maglietti; Formosa capital, Argentina 27 de octubre de 1985) es una periodista, modelo, abogada, actriz, vedette y conductora argentina. Actualmente trabaja como panelista por Canal 9 en Bendita.

## Carrera
Ayelén Maglietti nació en Resistencia, Argentina el 27 de octubre de 1985. Hija de Shirley Maglietti y Alfred Maglietti, tiene dos hermanos, Giuliana Maglietti y Daniel Maglietti. Cuando tenía tres años su familia se trasladó a la provincia de Formosa. Tras terminar sus estudios secundarios se mudó a Buenos Aires para perseguir una carrera en los medios de comunicación, lugar donde se hizo llamar Alejandra al ser un nombre más fácil de comprender.Luego de estudiar en la Escuela de Negocios UCA en el 2004, comenzó su carrera en la pasarela a los 18 años, modelo participó en varios eventos como en Roberto Giordano: Punta del Este 2011 y en Mar del Plata Moda Show 2012. Su gran salto a la fama fue en 2006, al protagonizar la publicidad de los snacks Doritos.
En diciembre de 2012, Maglietti se recibió de abogada en la Universidad Católica Argentina. Luego, a principios de 2016, logró una diplomatura en periodismo en el Centro de Estudios Buenos Aires (CEDEBA).
En la pantalla chica se destacó como conductora y panelista en programas de entretenimientos como Acoso textual con Horacio Cabak, Kubik,  Infama junto a Santiago del Moro, y  Ran 15 con Ignacio Goano y Mónica Antonópulos. Desde el 2009 trabaja como panelista en el programa Bendita TV conducido por Beto Casella. En el 2009 integra el grupo musical Electro Stars, junto a Victoria Vanucci (reemplazada por Lola Bezerra luego), Ivana Palotti y Dominique Pestaña.
Trabajó también en Radio Continental, en el programa La mirada despierta con Nelson Castro, donde hacía columnas de espectáculos, tecnologías, y sociedad.
En cine trabajó en Días contados en el 2017, bajo la dirección de Mariano Cirigliano.
En teatro integró la obra Excitante en el 2011 con Jesica Cirio, Adabel Guerrero, Estefanía Bacca y Virginia Dobrich.

## Vida privada
Estuvo en pareja con el futbolista de Independiente, Jonás Gutiérrez. Su hermana Giuliana es politóloga, está casada con el abogado Martín Haissiner desde mayo de 2024.

## Filmografía
- 2017: Días contados.

## Televisión
| Año             | Programa                                | Rol          | Canal                | Notas                  |
| --------------- | --------------------------------------- | ------------ | -------------------- | ---------------------- |
| 2004            | Acoso textual                           | Panelista    | América TV           |                        |
| 2008            | Kubik                                   | Notera       | América TV           |                        |
| 2008            | Showmatch: Patinando por un sueño       | Participante | El Trece             | 1.ª eliminada          |
| 2008 - 2017     | Show sobre ruedas                       | Conductora   | elnueve              |                        |
| 2008            | Infama                                  | Coconductora | América TV           |                        |
| 2009            | Infama                                  | Panelista    | América TV           |                        |
| 2009 - presente | Bendita                                 | Panelista    | elnueve              |                        |
| 2011            | Ran 15                                  | Coconductora | América TV           |                        |
| 2012            | Sábado Show: Cantando por un sueño 2012 | Participante | El Trece             | 3.ª eliminada          |
| 2015            | Cazados                                 | Mara         | América TV           | Participación especial |
| 2020            | La otra vuelta                          | Conductora   | La Nación +          |                        |
| 2021            | Me gusta el domingo                     | Conductora   | elnueve              |                        |
| 2022            | La tarde del 26                         | Conductora   | Canal 26 (Argentina) |                        |
| 2024            | Planeta 9                               | Coconductora | elnueve              |                        |
| 2024            | Bake Off Famosos Argentina              | Participante | Telefe               | Eliminada              |

## Radio
- 2022-2023: Si a Todo Vale 97.5, conductor: Marcelo Foss.
- 2020/2021: Buen día Continental Radio Continental, conductor: Diego Schurman.
- 2020/2021: Bien levantado, Radio Continental, conductor: Beto Casella.
- 2019: La mirada despierta. Radio Continental.
- 2024- Presente: Arriba bebé. Pop Radio, conductora: Lizy Tagliani.

## Teatro
- 2011: Excitante